# Sturzkampfgeschwader 1
La Sturzkampfgeschwader 1 (St.G.1) (1er escadron de bombardement en piqué) est une unité de bombardements en piqué de la Luftwaffe pendant la Seconde Guerre mondiale.

## Opérations
Le St.G.1 a mis en œuvre principalement des avions Junkers Ju 87B/D et R, mais aussi des Dornier Do 17P, des Messerschmitt Bf 110D, ainsi que des planeurs DFS 230 avec le LS-Ausb.Kdo./St.G.1.

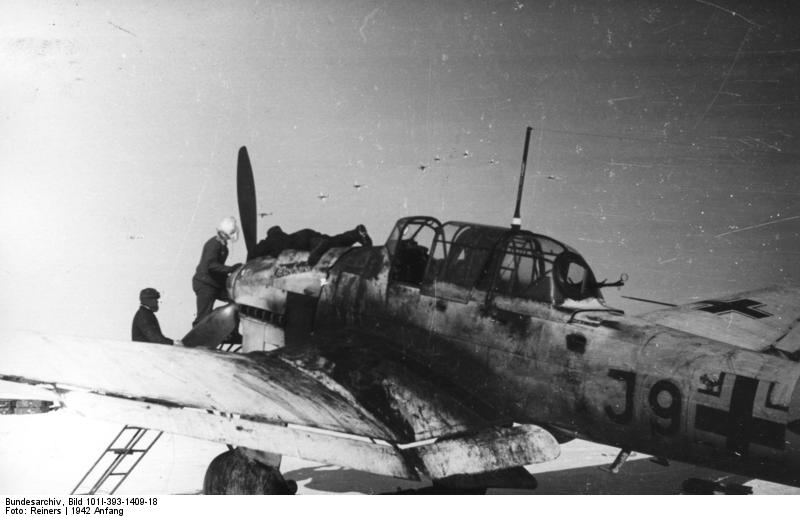
Un Junkers Ju 87 de la St.g.1 en Russie en janvier 1942.

Il a pris part aux engagements suivants :
- Campagne de Norvège
- Bataille de Narvik
- Bataille de Dunkerque
- Opération Adlertag
- Bataille d'Angleterre
- Invasion de la Yougoslavie
- Bataille de Grèce
- Bataille de Crète
- Front de l'Est

## Organisation

### Stab. Gruppe
Le Stab./St.G.1 est formé le 18 novembre 1939 à Jüterbog à partir du Stab/LG 2.

Le 18 octobre 1943, il devient Stab/SG 1.
Le Stabsstaffel/St.G.1 est formé en juin 1941, mais en août 1943 il devient 3./ZG 76.

Geschwaderkommodore (Commandant de l'escadron) :
| Début             | Fin             | Grade          | Nom                  |
| ----------------- | --------------- | -------------- | -------------------- |
| 1er novembre 1938 | 9 avril 1940    | Oberstleutnant | Eberhard Baier       |
| 10 avril 1940     | 21 octobre 1940 | Oberstleutnant | Walter Hagen (en)    |
| Octobre 1940      | Juin 1942       | Oberstleutnant | Gustav Pressler (en) |

### I. Gruppe
Formé le 1er mai 1939 à Insterburg à partir du I./St.G.160 avec :
- Stab I./St.G.1 à partir du Stab I./St.G.160
- 1./St.G.1 à partir du 1./St.G.160
- 2./St.G.1 à partir du 2./St.G.160
- 3./St.G.1 à partir du 3./St.G.160

Le 13 janvier 1942, le I./St.G.1 est renommé II./St.G.3 avec :
- Stab I./St.G.1 devient Stab II./St.G.3
- 1./St.G.1 devient 4./St.G.3
- 2./St.G.1 devient 5./St.G.3
- 3./St.G.1 devient 6./St.G.3

Reformé le 17 juin 1943 en Allemagne à partir du I./St.G.5 avec :
- Stab I./St.G.1 à partir du Stab I./St.G.5
- 1./St.G.1 à partir du 1./St.G.5
- 2./St.G.1 à partir du 2./St.G.5
- 3./St.G.1 à partir du 3./St.G.5

Le 18 octobre 1943, le I./St.G.1 devient I./SG 1
- Stab I./St.G.1 devient Stab I./SG 1
- 1./St.G.1 devient 1./SG 1
- 2./St.G.1 devient 2./SG 1
- 3./St.G.1 devient 3./SG 1

Gruppenkommandeure (Commandant de groupe) :
| Début           | Fin             | Grade     | Nom                             |
| --------------- | --------------- | --------- | ------------------------------- |
| 1er mai 1939    | 18 octobre 1939 | Major     | Werner Rentsch                  |
| 18 octobre 1939 | Décembre 1941   | Major     | Paul-Werner Hozzel              |
| Décembre 1941   | Décembre 1941   | Hauptmann | Bruno Dilley (en) (par intérim) |
| Décembre 1941   | 13 janvier 1942 | Hauptmann | Helmut Sorge (par intérim)      |
| 17 juin 1943    | 15 juillet 1943 | Hauptmann | Helmut Krebs                    |
| 15 juillet 1943 | 18 octobre 1943 | Major     | Horst Kaubisch (en)             |

### II. Gruppe
Formé le 9 juillet 1940 dans le Pas-de-Calais à partir du III./St.G.51 avec :
- Stab II./St.G.1 à partir du Stab III./St.G.51
- 4./St.G.1 à partir du 7./St.G.51
- 5./St.G.1 à partir du 8./St.G.51
- 6./St.G.1 à partir du 9./St.G.51

Le 18 octobre 1943, le II./St.G.1 devient II./SG 1 :
- Stab II./St.G.1 devient Stab II./SG 1
- 4./St.G.1 devient 4./SG 1
- 5./St.G.1 devient 5./SG 1
- 6./St.G.1 devient 6./SG 1

Gruppenkommandeure :
| Début              | Fin               | Grade     | Nom                                               |
| ------------------ | ----------------- | --------- | ------------------------------------------------- |
| 9 juillet 1940     | 29 août 1941      | Hauptmann | Anton Keil                                        |
| 1er septembre 1941 | 12 janvier 1942   | Major     | Johann Zemsky (en)                                |
| 13 janvier 1942    | 21 mai 1942       | Hauptmann | Robert-Georg Freiherr von Malapert-Neufville (en) |
| 1er mars 1942      | 29 mai 1942       | Major     | Paul-Friedrich Darjes (en)                        |
| 29 mai 1942        | Août 1942         | Hauptmann | Robert-Georg Freiherr von Malapert-Neufville      |
| Août 1942          | 9 décembre 1942   | Major     | Alfred Druschel                                   |
| 9 décembre 1942    | Août 1943         | Hauptmann | Frank Neubert (en)                                |
| Août 1943          | 24 septembre 1943 | Hauptmann | Ernst Otto                                        |
| 24 septembre 1943  | 18 octobre 1943   | Hauptmann | Heinz Frank (en)                                  |

### III. Gruppe
Formé le 9 juillet 1940 à Falaise à partir du I.(St)/Tr.Gr.186 avec :
- Stab III./St.G.1 à partir du Stab I.(St)/Tr.Gr.186
- 7./St.G.1 à partir du 1./Tr.Gr.186
- 8./St.G.1 à partir du 2./Tr.Gr.186
- 9./St.G.1 à partir du 3./Tr.Gr.186

Le 18 octobre 1943, le III./St.G.1 devient III./SG 1 avec :
- Stab III./St.G.1 devient Stab III./SG 1
- 7./St.G.1 devient 7./SG 1
- 8./St.G.1 devient 8./SG 1
- 9./St.G.1 devient 9./SG 1

Gruppenkommandeure :
| Début             | Fin               | Grade     | Nom                |
| ----------------- | ----------------- | --------- | ------------------ |
| 9 juillet 1940    | 19 septembre 1941 | Hauptmann | Helmut Mahlke (en) |
| 19 septembre 1941 | 1er avril 1943    | Major     | Peter Grassmann    |
| 1er avril 1943    | 18 octobre 1943   | Major     | Friedrich Lang     |

### Ergänzungsstaffel
Formé le 8 décembre 1940 à Schaffen-Diest en tant que Ergänzungsstaffel/St.G.1.
En 1942, son effectif est augmenté et devient Gruppe avec :
- Stab/Erg.Gruppe St.G.1
- 1./Erg.Gruppe St.G.1
- 2./Erg.Gruppe St.G.1

En mai 1943, le Erg.Gruppe St.G.1 devient I./St.G.151 avec :
- Stab/Erg.Gruppe St.G.1 devient Stab I./St.G.151
- 1./Erg.Gruppe St.G.1 devient 1./St.G.151
- 2./Erg.Gruppe St.G.1 devient 2./St.G.151

Gruppenkommandeure :
| Début            | Fin          | Grade     | Nom                 |
| ---------------- | ------------ | --------- | ------------------- |
| 22 décembre 1940 | Janvier 1942 | Hauptmann | Lothar Schimitschek |
| ?                | ?            | ?         | ?                   |
| Mai 1943         | 16 mai 1943  | Hauptmann | Karl Schrepfer (en) |

### Panzerjägerstaffel/St.G.1
Formé le 17 juin 1943 à Orcha à partir du 1./Versuchskommando für Panzerbekämpfung.

Le 18 octobre 19, il devient 10./SG 77.

### LS-Ausb.Kdo./St.G.1
Formé le 23 avril 1943 à Wertheim avec 2 avions Junkers Ju 87 et 21 planeurs DFS 230.

Le 22 mai 1943, l'unité devient LS-Ausb.Staffel für Stukaverbände (avec le LS-Ausb.Abt./St.G.77).